# Galeodes edentatus
Espèce
Galeodes edentatus est une espèce de solifuges de la famille des Galeodidae.

## Distribution
Cette espèce est endémique du Soudan.

## Description
Les mâles mesurent de 46 à 57 mm et la femelle paratype 54 mm.

## Publication originale
- Benoit, 1964 : Contribution à l’étude des Solifuges du Soudan. Annals of the Natal Museum, vol. 16, p. 91-98.